# Armstrong Whitworth Awana
Dimensions
L'Armstrong Whitworth Awana est un biplan bimoteur de transport de troupes britannique de l'entre-deux-guerres. Il fut un temps considéré comme le plus gros avion du monde. 

## Historique
En 1920, l'Air Ministry émit un programme pour un avion de transport de troupe capable d’acheminer à travers l’Empire des troupes en cas de nécessité. Biplan à ailes égales décalées en bois entoilée, fuselage en tubes d’acier soudés entoilés et empennage biplan bi-dérive, cet appareil pouvait transporter 25 hommes équipés en cabine, le pilote et le navigateur occupant des postes ouverts au-dessus du fuselage. La voilure était repliable pour faciliter le logement de l’avion dans un hangar.
Le premier prototype effectua son premier vol le 28 juin 1923 à Whitley (en), piloté par le Captain F. Courtney. Les essais en vol menés à l’A & AAE de Martlesham Heath montrèrent que cet appareil était délicat à tenir à l’atterrissage. Ce défaut ne fut que partiellement corrigé sur le second prototype et la RAF préféra commander le Vickers Victoria, jugé plus robuste. Les deux Awana [J6897/8] furent utilisés pour des essais divers pour le compte de la RAF.